# Matt Long
Pour l’article homonyme, voir Long.
Matt Long est un acteur américain, né le 18 mai 1980 à Winchester (Kentucky).
Il se fait connaître grâce au rôle de Jack McCallister dans la mini-série Jack et Bobby, d'Ezekiel « Zeke » Landon dans la série télévisée Manifest, depuis 2019, ainsi que le jeune Johnny Blaze dans le long métrage Ghost Rider (2007).

## Biographie

### Jeunesse
Matthew Clayton Long naît le 18 mai 1980 à Winchester, en Kentucky. Son père est agent d'assurances et sa mère, assistante enseignante. Il a un frère cadet, Zach.
Jeune, il assiste aux cours à l'université de Western Kentucky.

### Carrière
En 2002, Matt Long commence sa carrière au cinéma, en incarnant un soldat dans le film historique The Greatest Adventure of My Life de Dorian Walker.
En 2004, il se lance dans la mini-série politique de courte durée pour adolescents Jack et Bobby, où il interprète Jack McCallister, frère du futur Président des États-Unis d'Amérique — incarné par Logan Lerman, faisant référence aux frères John et Bobby Kennedy, diffusée en septembre sur le réseau The WB.
En 2007, il endosse les costumes du jeune motard Johnny Blaze dans le film de super-héros Ghost Rider de Mark Steven Johnson et ceux de l'étudiant-président des fraternités dans la comédie romantique Miss Campus (Sydney White) de Joe Nussbaum.
En 2010, il apparaît dans le rôle principal, celui du jeune idéaliste Dylan Hewitt, dans la série judiciaire The Deep End, sur ABC,.
En novembre 2018, il obtient le rôle d'Ezekiel « Zeke » Landon, récurrent à la fin de la première saison, pour la série fantastique Manifest, aux côtés de Melissa Roxburgh et Joshua Dallas, sur NBC. La série s'achève en 2023.

### Vie privée
Le 23 avril 2005, il se marie à Lora Chaffins. Ils ont deux enfants, un garçon et une fille.

## Filmographie

### Cinéma

#### Longs métrages
- 2002 : The Greatest Adventure of My Life de Dorian Walker : Soldat Smith
- 2007 : Ghost Rider de Mark Steven Johnson : Johnny Blaze jeune
- 2007 : Miss Campus (Sydney White) de Joe Nussbaum (en) : Tyler Prince
- 2009 : Sexe, Vengeance et Séduction (Homecoming) de Morgan J. Freeman : Mike Donaldson
- 2018 : All the Creatures Were Stirring de David Ian McKendry et Rebekah McKendry : Eric

#### Courts métrages
- 2008 : Reflections de Barry L. Caldwell : Nathan
- 2015 : Woodshed de Travis Newton : Isaac

### Télévision

#### Séries télévisées
- 2004 - 2005 : Jack et Bobby (Jack & Bobby) : Jack McCallister
- 2006 : Secrets of a Small Town : Chad Wilson
- 2010 : The Deep End : Dylan Hewitt
- 2010 : Mad Men : Joey Baird
- 2011 : Love Bites : Matt
- 2012 : The Newsroom : Brad
- 2012 - 2013 : Private Practice : Dr James Peterson
- 2013 - 2014 : Lucky 7 : Matt Korzak
- 2015 : Helix : Dr Kyle Sommer
- 2017 : Graves : Jesse Enright
- 2018 : Timeless : Ryan Millerson
- 2019 - 2023 : Manifest : Ezekiel « Zeke » Landon
- 2024 : Tracker : US Marshal Jeremy Boyd

#### Téléfilms
- 2006 : Deceit de Matthew Cole Weiss : Dave Ford
- 2011 : 17th Precinct de Michael Rymer : Jimmy Travers
- 2013 : Gilded Lilys de Brian Kirk : John Kidd
- 2018 : Noël à Crystal Falls (Christmas Joy) de Monika Mitchell : Ben Andrews
- 2018 : #Fashionvictim de Mark Waters : l'inspecteur Stephen Hopper